# Break O’Day Municipality
Koordinaten: 41° 19′ S, 148° 14′ O

Die Break O’Day Municipality ist ein lokales Verwaltungsgebiet (LGA) im australischen Bundesstaat Tasmanien. Das Gebiet ist 3809 km² groß und hat etwa 6100 Einwohner (2016).
Break O’Day liegt im Nordosten der Insel an der Küste und ist etwa 190 Kilometer von der Hauptstadt Hobart entfernt. Das Gebiet umfasst 29 Ortsteile und Ortschaften: Akaroa, Ansons Bay, Beaumaris, Binalong Bay, Chain of Lagoons, Cornwall, Eddystone, Falmouth, Four Mile Creek, Goshen, Goulds Country, Gray, Lottah, Mangana, Mathinna, Poimena, Pyengana, Round Hill, Scamander, Upper Scamander, Seymour, St Helens, Stieglitz, St Marys, Upper Esk, The Gardens, The Station, West Pyengana und Weldborough. Der Sitz des Municipality Councils befindet sich in der Ortschaft St Helens im Osten der LGA an der Georges Bay, wo etwa 1500 Einwohner leben (2016).

## Verwaltung
Der Break O’Day Municipality Council hat neun Mitglieder. Der Mayor (Bürgermeister), sein Deputy (Stellvertreter) und sieben Councillor werden direkt von den Bewohnern der LGA gewählt. Break O’Day ist nicht in Bezirke untergliedert.